# Nagroda Filmfare dla Najlepszego Filmu
Nagroda Filmfare dla Najlepszego Filmu (ang. Filmfare Best Movie Award) jest przyznawana przez hinduski magazyn filmowy Filmfare jako część dorocznego Filmfare Awards. Została przyznana po raz pierwszy w 1953 roku.

## Lista nagrodzonych filmów
| Rok  | Film                          | Producent / Produkcja   |
| ---- | ----------------------------- | ----------------------- |
| 2009 | Księżniczka i cesarz          | Ashutosh Gowariker      |
| 2008 | Gwiazdy na ziemi              | Aamir Khan              |
| 2007 | Kolor szafranu                | Rakeysh Omprakash Mehra |
| 2006 | Black                         | Sanjay Leela Bhansali   |
| 2005 | Veer-Zaara                    | Yash Chopra             |
| 2004 | Znalazłem cię                 | Rakesh Roshan           |
| 2003 | Devdas                        | Sanjay Leela Bhansali   |
| 2002 | Lagaan: Dawno temu w Indiach  | Aamir Khan              |
| 2001 | Kaho Naa... Pyaar Hai         | Rakesh Roshan           |
| 2000 | Prosto z serca                | Sanjay Leela Bhansali   |
| 1999 | Coś się dzieje                | Yash Johar              |
| 1998 | Serce jest szalone            | Yash Chopra             |
| 1997 | Raja Hindustani               | Dharmesh Darshan        |
| 1996 | Żona dla zuchwałych           | Yash Chopra             |
| 1995 | Hum Aapke Hain Koun           | Rajshri Productions     |
| 1994 | Hum Hain Rahi Pyaar Ke        | Mahesh Bhatt            |
| 1993 | Jo Jeeta Wohi Sikandar        | Mansoor Khan            |
| 1992 | Chwile                        | Yash Chopra             |
| 1991 | Ghayal                        | Rajkumar Santoshi       |
| 1990 | Maine Pyar Kiya               | Rajshri Productions     |
| 1989 | Qayamat Se Qayamat Tak        | Nasir Hussain           |
| 1988 | brak nagrody                  |                         |
| 1987 | brak nagrody                  |                         |
| 1986 | Ran Teri Ganga Maili          | Randhir Kapoor          |
| 1985 | Sparsh                        | Basu Bhattacharya       |
| 1984 | Ardh Satya                    | Govind Nihalani         |
| 1983 | Shakti                        | G.P. Sippy              |
| 1982 | Kalyug                        | Shyam Benegal           |
| 1981 | Khubsoorat                    | Hrishikesh Mukherjee    |
| 1980 | Junoon                        | Shyam Benegal           |
| 1979 | Main Tulsi Tere Aangan Ki     |                         |
| 1978 | Bhumika                       | Shyam Benegal           |
| 1977 | Mausam                        | Gulzar                  |
| 1976 | Deewaar                       | Yash Chopra             |
| 1975 | Rajnigandha                   | Basu Chatterjee         |
| 1974 | Anurag                        |                         |
| 1973 | Be-Imaan                      |                         |
| 1972 | Anand                         | Hrishikesh Mukherjee    |
| 1971 | Khilona                       | L. V. Prasad            |
| 1970 | Aradhna                       | Shakti Samanta          |
| 1969 | Brahmachari                   | G.P. Sippy              |
| 1968 | Upkaar                        | Manoj Kumar             |
| 1967 | Guide                         | Dev Anand               |
| 1966 | Himalaya Ki God Mein          |                         |
| 1965 | Dosti                         | Rajshri Productions     |
| 1964 | Bandini                       | Bimal Roy               |
| 1963 | Saahib Bibi Aur Ghulam        | Guru Dutt               |
| 1962 | Jis Desh Mein Ganga Behti Hai | Raj Kapoor              |
| 1961 | Mughal-e-Azam                 | K. Asif                 |
| 1960 | Sujata                        | Bimal Roy               |
| 1959 | Madhumati                     | Bimal Roy               |
| 1958 | Mother India                  | Mehboob Khan            |
| 1957 | Jhanak Jhanak Payal Baje      | Rajkamal Kalamandir     |
| 1956 | Jagriti                       |                         |
| 1955 | Boot Polish                   | Raj Kapoor              |
| 1954 | Do Bigha Zameen               | Bimal Roy               |

## Lista nominowanych filmów (1986 – 2009)
| - 2009 - Księżniczka i cesarz - To właśnie przyjaźń - Ghajini - Do zakochania jeden krok - Jaane Tu Ya Jaane Na - Rock On!! |

| - 2008 - Gwiazdy na ziemi - Naprzód, Indie! - Om Shanti Om - Guru - Kiedy ją spotkałem | - 2007 - Kolor szafranu - Dhoom 2 - Don - Nigdy nie mów żegnaj - Lage Raho Munna Bhai - Krrish | - 2006 - Black - Bunty i Babli - No Entry - Page 3 - Poślubiona | - 2005 - Veer-Zaara - Dhoom - Zakochani - Jestem przy tobie - Mój kraj | - 2004 - Znalazłem cię - Ogrodnik - Dla ciebie wszystko - Gdyby jutra nie było - Doktor Munnabhai |

| - 2003 - Devdas - Company - Humraaz - Kaante - Raaz | - 2002 - Lagaan: Dawno temu w Indiach - Aśoka Wielki - Rób swoje! - Czasem słońce, czasem deszcz - Gadar - Ek Prem Katha | - 2001 - Kaho Naa... Pyaar Hai - Dhadkan - Namiętność - Misja w Kaszmirze - Miłość żyje wiecznie | - 2000 - Prosto z serca - Biwi No.1 - Poświęcenie - Rytm - Vaastav |

| - 1999 - Coś się dzieje - Ghulam - Pyaar Kiya To Darna Kya - Miłość musiała nadejść - Satya | - 1998 - Serce jest szalone - Gupt: The Hidden Truth - Border - Obca ziemia - Virasat | - 1997 - Raja Hindustani | - 1996 - Żona dla zuchwałych - Akele Hum Akele Tum - Karan Arjun - Raja - Kolorowa |

| - 1995 - Hum Aapke Hain Koun - 1942: A Love Story - Andaz Apna Apna - Krantiveer - Mohra | - 1994 - Hum Hain Rahi Pyaar Ke - Aanken - Ryzykant - Damini - Khal Nayak | - 1993 - Jo Jeeta Wohi Sikandar - Beta - Khuda Gawah | - 1992 - Chwile - Dil Hai Ki Manta Nahin - Henna - Saajan - Saadagar |  |

| - 1991 - Ghayal - Dil - Agneepath - Pratibanth | - 1990 - Maine Pyaar Kyun Kiya? - Chandni - Parinda - Ram Lakhan - Salaam Bombay! | - 1989 - Qayamat Se Qayamat Tak - Khoon Bhari Maang - Tezaab | - 1986 - Ram Teri Ganga Maili - Arjun - Ghulami - Meri Jung - Saagar - Tawaif |